# Publius Cornelius Dolabella Maximus
Publius Cornelius Dolabella Maximus római politikus és hadvezér, az előkelő patricius Cornelia gens tagja volt.
Kr. e. 283-ban consul volt Cnaeus Domitius Calvinus Maximus kollégájaként. Legjelentősebb tette a követeket legyilkoló és Lucius Caecilius Denter praetort legyőző kelta szenonok legyőzése volt a Pó vidékén, amiért valószínűleg triumphust tartott. Kr. e. 279-ben Pürrhoszhoz menesztették Caius Fabricius és Quintus Aemilius követtársaként, hogy foglyok kiváltásáról tárgyaljon.
| Elődei: Caius Servilius Tucca és Lucius Caecilius Metellus Denter | Consul Kr. e. 283 collega: Caius Domitius Calvinus Maximus | Utódai: Caius Fabricius Luscinus és Quintus Aemilius Papus |